# Xysticus urgumchak
Xysticus urgumchak là một loài nhện trong họ Thomisidae.
Loài này thuộc chi Xysticus. Xysticus urgumchak được Yuri M. Marusik & Dmitri Viktorovich Logunov miêu tả năm 1990.